# Liesbeth Van Impe
Liesbeth Van Impe (Roeselare, 20 april 1977) is een Belgisch journaliste en redactrice.

## Levensloop
Van Impe studeerde Romaanse taal- en letterkunde aan de Katholieke Universiteit Leuven, alwaar ze in 2000 afstudeerde met een thesis over de oorlog in Algerije. Na haar studies ging ze een tijdje reizen en ging vervolgens aan de slag bij de Universiteit Vrije Tijd van het Davidsfonds.
In 2004 maakte ze haar journalistiek debuut bij De Morgen. Bij de herstructureringen bij deze krant in het voorjaar van 2009 voerde Van Impe als vakbondslid mee de onderhandelingen tussen redactie en hoofdredactie. Omdat er toch ontslagen volgden, nam Van Impe zelf ontslag bij de krant in juni 2009. Vervolgens ging ze in september 2009 aan de slag als 'chef politiek' bij Het Nieuwsblad. In november 2011 werd ze vervolgens aangesteld als 'hoofdredacteur politiek' van deze krant. In november 2013 werd ze samen met Pascal Weiss hoofdredacteur van deze krant in opvolging van Guy Fransen.
Daarnaast is ze een van de vijf Vlaamse commentatoren die beurtelings de column 'Stoemp Flamand' schrijven in Le Soir en levert ze op regelmatige basis bijdragen voor Le Vif/L'Express, RTBF en RTL TVI. Tevens is ze gastdocent 'politieke journalistiek' aan de Erasmushogeschool (EhB) te Brussel sinds 2009 en aan de Katholieke Universiteit Leuven sinds 2015.
In 2020 schreef ze het boek Chemodag is de beste dag van de week, waarin ze schreef over haar ervaringen als borstkankerpatiënt.
In april 2021 startte ze de podcast Het Punt van Van Impe. Elke donderdag brengt ze samen met Jeroen Roppe het politiek nieuws van de afgelopen week, met extra duiding.
In het najaar van 2022 nam ze deel aan De Allerslimste Mens ter Wereld en strandde op de derde plaats.
In april 2025 werd ze algemeen hoofdredacteur voor Het Nieuwsblad en Gazet van Antwerpen. In die hoedanigheid moet ze de twee merken meer laten samenwerken, door onder meer dubbele functies te schrappen.